# Toyota GR HV Sports
Toyota GR HV Sports concept to koncepcyjne sportowe coupe Toyoty, wzorowane na samochodzie wyścigowym klasy LMP1 Toyota TS050 Hybrid. Model został zaprezentowany w październiku 2017 roku podczas Tokyo Motor Show. 
W samochodzie zastosowano napęd Toyota Hybrid System-Racing, opracowany na podstawie rozwiązań zastosowanych w bolidzie TS050 Hybrid. Moc jest przenoszona na tylną oś za pośrednictwem automatycznej skrzyni biegów, która może również pracować w trybie sekwencyjnym, oferującym sześć przełożeń. 
Sportowy koncept Toyoty ma dach w układzie targa, reflektory LED, czarny lakier i aluminiowe felgi. Stylistyka nadwozia również nawiązuje wyglądem do pojazdów LMP1 zespołu Toyota Gazoo Racing. 
We wnętrzu umieszczono dwa sportowe fotele, za którymi znajduje się akumulator napędzający silnik elektryczny. Producent przekonuje, że centralne umieszczenie baterii poprawia rozłożenie masy auta.